# El secreto de Gaudlin Hall
El secreto de Gaudlin Hall (título original: This House is Haunted) es una novela del escritor irlandés John Boyne publicada en 2013.

## Historia
Ambientada en la Inglaterra de 1867, El secreto de Gaudlin Hall narra la historia de Eliza Caine, contratada para ser la institutriz de los niños Isabella y Eustace Westerley, en la mansión de Gaudlin Hall. Esto debería ser una ocupación sencilla para ella; sin embargo, Eliza no tarda en descubrir que hay algo totalmente fuera de lo común en su nuevo trabajo, tanto en la extraña situación en la que viven los niños como en ciertos sucesos paranormales que se desarrollan en la casa. Eliza decide no solamente desentrañar el misterio que envuelve al lugar, sino enfrentarse a él y hacer que tanto su vida como la de Eustace e Isabella vuelvan a la normalidad.